# Cárcar (Filipinas)
Cárcar es un municipio de la provincia de Cebú en Filipinas. Es una de las localidades que componen al Gran Cebú, actualmente la segunda área metropolitana más grande del país.

## Barangayes
Cárcar se subdivide administrativamente en 15 barangayes.
- Bolinawan
- Buenavista
- Calidngán
- Can-asujan
- Guadalupe
- Liburon
- Napo
- Ocana
- Perrelos
- Población I
- Población II
- Población III
- Tuyom
- Valencia
- Valladolid